# Andres Artunedo
Andres Artunedo (tiếng Tây Ban Nha: Andrés Artuñedo Martinavarr) (sinh 14 tháng 9 năm 1993) là 1 vận động viên tennis người Tây Ban Nha. Andres và đồng đội Roberto Carballes đã vô địch nội dung đôi nam trẻ tại giải Pháp mở rộng năm 2011. Huấn luyện viên của anh là Vicente Garcia.